# フランチェスコ・レチネ
フランチェスコ・レチネ（イタリア語: Francesco Recine, 1999年2月7日 - ）は、イタリアの男子バレーボール選手である。イタリア代表。

## 来歴
2017年にU19欧州選手権で銀メダル、欧州ユース五輪フェスティバルで金メダルを獲得し、2019年にはU21世界選手権で銀メダルを獲得した。
2019年にイタリア代表初選出、セリエA1デビュー。2022年には世界選手権に出場し金メダルを獲得、2023年には所属チームのユーエナジーでコッパ・イタリア優勝を果たした。
2024年6月、SVリーグの東レアローズ静岡入団が発表された。2025年3月、2024-25シーズン限りでの退団が発表された。

## 人物
- 元バレーボール選手のステファノ・レチネ（イタリア語版）とベアトリス・ビジャリーニの間に生まれた[6]。父のステファノは自身が所属した東レアローズ静岡で2025年からシニアアドバイザーを務める[7]。
- 日本の漫画・アニメ好きであり、右太ももに鬼滅の刃の竈門炭治郎、ONE PIECEのロロノア・ゾロ、バガボンドの宮本武蔵、はじめの一歩の幕之内一歩のタトゥーを入れている[8]。

## 球歴
- イタリア代表
  - 欧州選手権 - 2021年
  - 世界選手権 - 2022年
- イタリアユース代表
  - U19欧州選手権 - 2017年
  - 欧州ユース五輪フェスティバル - 2017年
  - U21世界選手権 - 2019年
  - ユニバーシアード - 2023年

## 所属チーム
- パオローニ・アッピニャーノ（2014-2017年）
- クラブ・イタリア（イタリア語版）（2017-2019年）
- ポルト・ロブール・コスタ（イタリア語版）（2019-2021年）
- ユーエナジー（イタリア語版）（2021-2024年）
- 東レアローズ静岡（2024-2025年）
- パワーバレー・ミラノ（2025年-）

## 受賞歴
- 2019年 - U21世界選手権 ベストレシーバー